# Karl Erik Sporrong
Karl Erik Sporrong, född 26 juli 1928 i Göteborg, död 20 juni 1992 i Askim, var en svensk musiklärare och målare.
Han var son till pannreparatören John Ludvig Sporrong och Svea Linnéa Josefina Andersson och från 1953 gift med Gull-Britt Sahlin. Sporrong arbetade som musiklärare och bedrev på lediga stunder självstudier inom konsten. Han debuterade i Göteborgs konstförenings Decemberutställning på Göteborgs konsthall 1959 med neoplastiska och geometriska kompositioner.     